# Coxwold

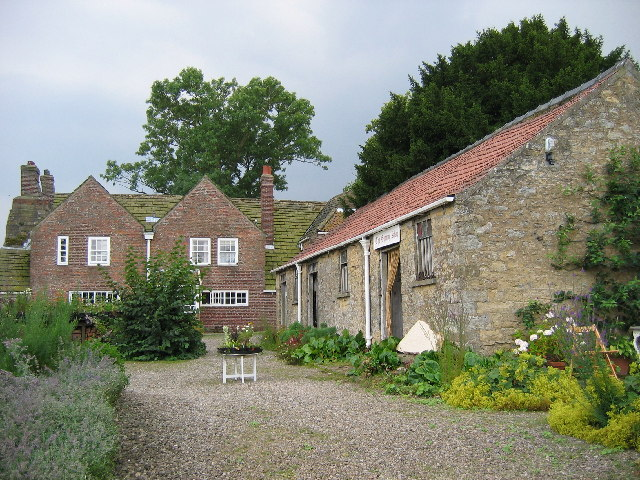
Coxwold (North Yorkshire): la Shandy Hall

Coxwold (190 ab. ca.) è un villaggio con status di parrocchia civile della regione inglese dello Yorkshire e Humber (Inghilterra nord-orientale), facente parte della contea del North Yorkshire e del distretto di Hambleton e situato ai piedi delle Howardian Hills)  e ai margini del North York Moors National Park.
La località è famosa come il luogo di residenza dello scrittore Laurence Sterne (1713-1768).

## Geografia fisica

### Collocazione
Coxwold si trova a circa 30 km a nord di York e a circa 30 km a nord-est di Ripon.

## Architettura
Il villaggio si caratterizza per i numerosi edifici costruiti in pietra locale.

### Edifici e luoghi d'interesse
- Shandy Hall, edificio (risalente al XV secolo[1][2] e ristrutturato nel XVII secolo[2]) dove visse lo scrittore Laurence Sterne[1][2]
- Newburgh Priory, edificio del XVI secolo, costruito nel luogo di un ex-monastero del XII secolo[6]
- Chiesa di San Michele (1420-1430[7])

|  |  |